# Bulbophyllum andreeae
Bulbophyllum andreeae är en orkidéart som beskrevs av Alex Drum Hawkes. Bulbophyllum andreeae ingår i släktet Bulbophyllum och familjen orkidéer. Inga underarter finns listade i Catalogue of Life.